# Urgentni centar (američka TV serija, 2. sezona)
Druga sezona serije Urgentni centar je emitovana od 21. septembra 1995. do 16. maja 1996. godine na kanalu NBC i broji 22 epizode.

## Opis
Glorija Ruben, koja se epizodno pojavljivala u prošloj sezoni i u epizodama "Dobro došao nazad, Karteru", "Letnja trka", "Učini nekom, nauči nekog, ubi nekog" i "I sa bebom ih je dvoje", je unapređena u glavnu postavu u epizodi "Dani kao ovaj".

## Uloge

### Glavne
- Entoni Edvards kao dr. Mark Grin
- Džordž Kluni kao dr. Dag Ros
- Šeri Stringfild kao dr. Suzan Luis
- Noa Vajl kao Džon Karter
- Džulijana Margulis kao Kerol Hatavej
- Glorija Ruben kao dr. Džini Bule (Epizode 6-22)
- Erik La Sejl kao dr. Piter Benton

### Epizodne
- Glorija Ruben kao dr. Džini Bule (Epizode 1-3, 5)
- Lora Ins kao Keri Viver (Epizode 1-4, 6, 9-10, 13, 15, 18-22)

## Epizode
| Br. u seriji | Br. u sezoni | Naslov                                | Reditelj             | Scenarista                                                      | Premijerno emitovanje |
| --- | ------------ | ------------------------------------- | -------------------- | --------------------------------------------------------------- | --------------------- |
| 26 | 1            | "Dobro došao nazad, Karteru!"         | Mimi Leder           | Džon Vels                                                       | 21. septembar 1995    |
| Karter kasni na svoj prvi dan kao hirurškog interniste, a Benton nije srećan zbog toga. Luisova pokušava da pomogne Kloi i bebi Suzi. Grin ima dva izbora za mesto novog glavnog stažiste. Prva pojava Keri Viver. |              |                                       |                      |                                                                 |                       |
| 27 | 2            | "Letnja trka"                         | Erik Lejnuvil        | Lidija Vudvard                                                  | 28. septembar 1995    |
| Hatavejeva ide na vožnju sa bolničarima da ponovo dobije svoju potvrdu. Ros ima posla sa problematičnim detetom koje pali vatru da bi privuklo pažnju. Grin postavlja Keri Viver za glavnog stažistu i ona se sukobljava sa Rosom. |              |                                       |                      |                                                                 |                       |
| 28 | 3            | "Učini nekom, nauči nekog, ubi nekog" | Feliks Enrike Alkala | Pol Mening                                                      | 5. oktobar 1995       |
| Na Luisovoj je ostalo da brine o maloj Suzi kad je Kloi otišla iz grada. Karter gubi svog prvog zvaničnog bolesnika. Grin odlučuje da izbegne svoje dugo putovanje ostajući kod Rosa. |              |                                       |                      |                                                                 |                       |
| 29 | 4            | "Koj život?"                          | Din Parisot          | Kerol Flint                                                     | 12. oktobar 1995      |
| Benton je povredio ruku što omogućava Karteru da zauzme njegovo mesto na operaciji. Luisova razmišlja o usvajanju i poboljšava odnos sa Viverovom. |              |                                       |                      |                                                                 |                       |
| 30 | 5            | "I sa bebom ih je dvoje"              | Lesli Linka Gleter   | En Keni                                                         | 19. oktobar 1995      |
| Viverova ima slobodan dan. Luisova odluučje da zadrži malu Suzi. Ros dobija pomoć od Harper na slučaju četvorogodišnjaka sa sidom i sukobljava se sa Grinom oko slučaja. Benton leči ženu koju zlostavlja muž - policajac. |              |                                       |                      |                                                                 |                       |
| 31 | 6            | "Dani kao ovaj"                       | Mimi Leder           | Lidija Vudvard                                                  | 2. novembar 1995      |
| Ros bi mogao da ostane bez posla nakon što se izdrao na šefa pedijatrije. Harper mora nešto da prizna. Džin Bule počinje da radi u urgentnom centru kao lekarski pomoćnik, ali odnos između nje i Bentona ostaje isti. Hatavejeva kupuje svoju prvu kuću. |              |                                       |                      |                                                                 |                       |
| 32 | 7            | "Pakao i duboka voda"                 | Kristofer Čulak      | Nil Bir                                                         | 9. novembar 1995      |
| Ros prihvata položaj u privatnoj praksi, ali postaje junak kada spasi dečaka koji se zaglavio u odvodu za kišnicu. Karter i Harper ostaju otuđeni tokom slučaja deteta koje je udario auto, a njeni razvedeni roditelji dolaze u urgentni centar. |              |                                       |                      |                                                                 |                       |
| 33 | 8            | "Tajni delilac"                       | Tomas Šlejm          | Pol Mening                                                      | 16. novembar 1995     |
| Benton otkriva da je Buleova podnela papire za razvod braka. Karter i Harper se mire. Situacija bolesnika je skoro eksplodirala Kerol u lice i ona govori Šepu o svom pokušaju samoubistva. Luisovu iznenađuje otac sa skromnom ponudom. Ros je proglašen za junaka i vraćen je na posao. |              |                                       |                      |                                                                 |                       |
| 34 | 9            | "Dom"                                 | Dona Dič             | Trejsi Stern                                                    | 7. decembar 1995      |
| Grin žuri u Milvoki kad je čuo da su mu žena i ćerka doživele saobraćajnu nesreću, ali tamo dobija i iznenađujuće vesti. Kerol leči mladog umetnika koji je šizofreničar. Luisova daje prednost Suzi ispred predavanja o slučaju na medicinskom sastanku. |              |                                       |                      |                                                                 |                       |
| 35 | 10           | "Čudo se dešava ovde"                 | Mimi Leder           | Kerol Flint                                                     | 14. decembar 1995     |
| Božić postaje vreme čuda i za bolesnike i za zaposlene urgentnog centra. Hatavjeva organizuje proslavu Nove godine i dobija neočekivani poklon. Žrtva holokausta koja je doživela saobraćajnu nesreću i koja čeka vesti o svojoj unuci vraća neko od Grinovih verovanja dok Džin smiruje situaciju kad jedan član bande hoće da se osveti nakon što je katolički sveštenik koga su voleli upucan.                                                                               |              |                                       |                      |                                                                 |                       |
| 36 | 11           | "Mrtvilo zime"                        | Vitni Renzik         | Džon Vels                                                       | 4. januar 1996        |
| Karter dobija priliku da nadzire lečenje starije bolesnice bez Bentonovog nadziranja. Bentona poziva na večeru dr. Vučelić. Grin dobija poziv na ročište za razvod braka. Dvadesetdvoje dece koje je bilo zaključano u stanu je poslato u Opštu na lečenje. |              |                                       |                      |                                                                 |                       |
| 37 | 12           | "Istinite laži"                       | Lesli Linka Gleter   | Lens Džentil                                                    | 25. januar 1996       |
| Karterovo olakšanje kratko traje jer mu se stara bolesnica vraća u urgentni centar. Benton ide na večeru kod šefa i vodi Buleovu sa sobom. Morgenstern je primljen u blonicu zbog slomljene noge u škotskoj suknji. Grin provodi dan sa svojom ćerkom Rejčel koja nije srećna zbog razdvajanja njega i njegove žene i ne voli baš Luisovu. Kerol govori Rosu da porazgovara sa ocem svojim koji je nekad bio alkoholičar, ali je sad čist i hoće da bude tu za svog jakog sina. |              |                                       |                      |                                                                 |                       |
| 38 | 13           | "Nije lako biti Grin"                 | Kristofer Čulak      | Pol Mening                                                      | 1. februar 1996       |
| Grin radi na slučaju bolesnika koji je umro bez ikakvog razloga, a onda dobija loše vesti o tužbi O'Brajena. Karter preuzima zasluge za Harperine nalaze. Benton počinje da sumnja u istraživanja dr. Vučelića. |              |                                       |                      |                                                                 |                       |
| 39 | 14           | "Ispravna stvar"                      | Ričard Torp          | Lidija Vudvard                                                  | 8. februar 1996       |
| Benton otkriva da činjene prave stvari nije uvek lako. Kruže glasine da su Grin i Luisova u vezi dok Luisova radi na slučaju gde su oba bolesnika pijana a jedan ima sidu. Ros ima iznenadni susret. |              |                                       |                      |                                                                 |                       |
| 40 | 15           | "Darivanje beba"                      | Barnet Kelman        | Sinopis: Kerol Flint Scenario: Belinda Kasas Vels i Kerol Flint | 15. februar 1996      |
| Prskalice su se pokvarile u porodilištu pa je osam trudnica dovedeno u urgentni centar. Ros i njegov otac konačno imaju zabavno veče zajedno, a Harper se boji da je trudna. Benton pokušava da reši naizgled beznadežan slučaj pokušaja samoubistva. |              |                                       |                      |                                                                 |                       |
| 41 | 16           | "Iscelitelji"                         | Mimi Leder           | Džon Vels                                                       | 22. februar 1996      |
| Hatavejeva brine kad je čula da je njen dečko, bolničar Šep, utrčao u zapaljenu zgradu da bi spasio decu unutra. Ipak, Šepov partner Raul prolazi sa gadnim opekotinama pa urgentni centar tuguje za njim posle. KArter ima problema sa lečenjem treće-stepenih opekotina. Kloi se vraća na Suzanino nezadovoljstvo. |              |                                       |                      |                                                                 |                       |
| 42 | 17           | "Igra upadanja"                       | Tomas Šlejm          | Nil Bir                                                         | 28. mart 1996         |
| Luisovoj sestra Kloi govori da hoće bebu Suzi nazad, ali Suzan ne zanima da se raspravlja oko toga. Bentno se oseća krivim zbog svoje nemogućnosti da učini ispravnu stvar pa izdaje Rosa koji se suočava sa moralnom dilemom stećući neprijateljstvo i Rosa i Grina. Grin pokušava da smiri situaciju i simpatiše privlačnu TV producentkinju. Karter proslavlja to što je primljen u urgentni na način na koji bi mogao da izgubi posao i pre nego što ga je dobio.           |              |                                       |                      |                                                                 |                       |
| 43 | 18           | "Smena u noći"                        | Lens Džentil         | Džo Saks                                                        | 4. april 1996         |
| Grinu je četvrto noćno dežurstvo i stvari ne izgledaju dobro kad sve biva preplavljeno bolesnicima. Terenje raste između Grina i Bentona, ali rad u smeni donosi veliko poštovanje između Grina i Kartera. |              |                                       |                      |                                                                 |                       |
| 44 | 19           | "Požar u utrobi"                      | Feliks Enrike Alkala | Pol Mening                                                      | 25. april 1996        |
| Hatavejeva primećuje dramatičnu promenu u Šepovom ponašanju. Viverova počinje da snima operacije u urgentnom centru. Karteru lukavi pokušaji da dobije više hirurških intervencija mu uništavaju vezu sa Harper. Luisova otkriva da će teško dobiti starateljstvo na sudu jer se Kloi izgleda popravila. Benton odlučuje da zvanično optuži Vučelića za prevaru. |              |                                       |                      |                                                                 |                       |
| 45 | 20           | "Bolesti nepoznatog porekla"          | Ričard Torp          | Kerol Flint                                                     | 2. maj 1996           |
| Luisova se suočava sa gubitkom starateljstva nad malom Suzi radeći dodatnu smenu ostavljajući utisak na Viverovu u toku rada. Grin oformljava prijateljski odnos sa svojom ženom Džen nakon što je razvod okončan. Karter radi sa Rosom na pedijatrijskoj rotaciji. |              |                                       |                      |                                                                 |                       |
| 46 | 21           | "Uzmi ova slomljena krila"            | Entoni Edvards       | Lidija Vudvard                                                  | 9. maj 1996           |
| Buleova saznaje nešto uznemirujuće o svom mužu alu. Hatavejeva zataškava Šepovo poraslo nasilničko ponašanje i oslobađa ga optužbi, ali uviđa da je preterao. Viverova se dogovara sa Grinom oko svog zahteva da postane specijalistkinja. Luisova ide na terapije da bi prebolela gubitak male Suzi. |              |                                       |                      |                                                                 |                       |
| 47 | 22           | "Dr. Džon Karter"                     | Kristofer Čulak      | Džon Vels                                                       | 16. maj 1996          |
| Luisova odbija položaj glavnog stažiste. Buleova kaže Bentonu da mora da se proveri za HIV. Hatavejeva raskida s' gađenjem i govori Šepu da ne može da bude sa njim više. Karter propušta svoju maturu, a onda odlučuje da se pridruži Bentonovoj ekipi zbgo svog hirurškog stažiranja. |              |                                       |                      |                                                                 |                       |